# Pont sur le Lauquet
Le pont sur le Lauquet est un pont situé à Greffeil, en France.

## Localisation
Le pont est situé sur la commune de Greffeil, dans le département français de l'Aude.

## Historique
L'édifice est inscrit au titre des monuments historiques en 1948. Sa construction date du XVIIIe siècle. 